# 모하마드 유누스 칼리스
모하마드 유누스 칼리스(파슈토어: محمد يونس خالص: 1919년경-2006년 7월 19일)는 아프가니스탄의 무자히딘 지도자다. 그의 사당은 이슬람당(헤즈브이 이슬라미)이라고 했는데, 굴부딘 헤크마티아르의 사당(굴부딘 이슬람당)과 이름이 같아서 보통 칼리스 이슬람당이라고 한다.
파슈툰인 코기아니부 출신으로, 파키스탄의 다룰 울롬 하카니아에서 이슬람법과 신학을 배웠다.
1973년 모하마드 다우드 칸의 쿠데타로 모하마드 자히르 샤가 폐위되자 칼리스는 파키스탄으로 도피하여 헤크마티야르의 이슬람당에 입당했다. 소련이 아프가니스탄을 공격하자 칼리스는 헤크마티야르와 결별하고 자신의 이슬람당을 창당했다.
칼리스는 아프가니스탄을 여러 번 밀입국하며 소련 및 친소정권과 싸웠다. 압둘 하크, 아민 바르다크, 잘랄웃딘 하카니 등 중요한 무자히딘 사령관들이 칼리스 이슬람당 소속이었다.
1992년 공산정권이 붕괴하자 칼리스는 아프가니스탄 이슬람국 정부수립에 참여했다. 그는 지도평의회(슈라예 키야디) 평의원이었으나 달리 공직을 맡지는 않았다. 칼리스는 카불로 상경하지 않고 고향 낭가르하르주에 머물렀고, 낭가르하르주는 칼리스 이슬람당의 정치적 전략적 중심지로서 칼리스 이슬람당이 통치했다. 1996년 9월 탈레반이 낭가르하르주를 점령하자 칼리스는 탈레반을 지지했다.
1990년대 말엽부터 칼리스는 파키스탄에 거주했고, 탈레반 정권이 무너진 이후에도 칼리스의 지지자들이 잘랄라바드를 아성으로 삼아 칼리스는 공식적 직위 없이 영향력을 유지했다. 그의 측근 압둘 카디르와 하지 딘 모하마드는 낭가르하르주 지사를 역임했다.
칼리스의 아들 안와르 울 하크 무자히드는 2006년 7월 19일 아버지가 죽었다고 발표했다. 칼리스 사후 안와르는 하지 딘 모하마드와 권력을 다투다 토라 보라 군사전선이라는 별개 조직으로 독립했다.